# Араукария (муниципалитет)
Араукария (порт. Araucária) — муниципалитет в Бразилии, входит в штат Парана. Составная часть мезорегиона Агломерация Куритиба. Входит в экономико-статистический микрорегион Куритиба. Население составляет 109 943 человека на 2007 год. Занимает площадь 469,166 км². Плотность населения — 234,3 чел./км².

## История
Город основан 1 марта 1890 года. 

## Статистика
- Валовой внутренний продукт на 2005 год составляет 7 023 743 реалов (данные: Бразильский институт географии и статистики).
- Валовой внутренний продукт на душу населения на 2005 год составляет 61 264,00 реалов (данные: Бразильский институт географии и статистики).
- Индекс развития человеческого потенциала на 2000 год составляет 0,801 (данные: Программа развития ООН).

## География
Климат местности: субтропический. В соответствии с классификацией Кёппена, климат относится к категории Cfb.